# 波号第一潜水艦
|          |                                                              |
| 艦歴     |                                                              |
| 計画     | 明治37年度臨時軍事費                                         |
| 建造所   | ヴィッカース社                                               |
| 起工     | 1907年8月3日                                                 |
| 進水     | 1908年5月19日                                                |
| 竣工     | 1909年2月26日                                                |
| 除籍     | 1929年4月1日                                                 |
| 性能諸元 |                                                              |
| 排水量   | 常備：286トン 水中：321トン                                  |
| 全長     | 43.3m                                                        |
| 全幅     | 4.14m                                                        |
| 吃水     | 3.43m                                                        |
| 機関     | ヴィッカース・ガソリン機関1基1軸 水上：600馬力 水中：300馬力 |
| 速力     | 水上：12kt 水中：7kt                                         |
| 航続距離 | 水上：12ktで660海里 水中：4ktで60海里                        |
| 燃料     | ガソリン                                                     |
| 乗員     | 26名                                                         |
| 兵装     | 機銃1挺 45cm魚雷発射管 艦首2門 魚雷2本                       |
| 備考     | 安全潜航深度：30.5m                                          |

波号第一潜水艦（はごうだいいちせんすいかん）は、日本海軍の潜水艦。波一型潜水艦（C1型）の1番艦。

## 艦歴
1907年（明治40年）8月3日、イギリスのヴィッカース社で起工。1908年（明治41年）5月19日進水。1909年（明治42年）2月26日竣工。第八潜水艇と命名され、種別、潜水艇、潜水艇に類別。カンガルー式特殊運搬船トランスポルター号で横須賀に輸送した。1916年（大正5年）8月4日、二等潜水艇。1919年（大正8年）4月1日、第八潜水艦に改称し、三等潜水艦に種別、類別を変更。1923年（大正12年）6月15日、波号第一潜水艦に改称。1929年（昭和4年）4月1日に除籍された。

## 歴代艦長
艦長
- 岩高賢治 大尉：1920年12月1日[3] - 1921年3月15日[4]
- 舛岡誠太郎 大尉：1921年3月15日[4] - 12月1日[5]
- （兼）舛岡誠太郎 大尉：1921年12月5日[6] -